# Jens Maigaard
Jens Maigaard (født 10. december 1938 på Frederiksberg, død 5. august 2018) var en dansk politiker, der i 1970'erne var medlem af Folketinget for SF og senere var medlem af Europa-Parlamentet. Han var også en periode medlem af kommunalbestyrelsen i Albertslund Kommune. I 1980'erne skiftede han parti til Socialdemokratiet.
Han blev 15. juni 1981[kilde mangler] idømt seks måneders betinget fængsel for underslæb over for venstrefløjens valgfond, da han som ansvarlig for håndtering af de modtagne midler ikke afregnede disse hurtigt nok over for partiet SF.
Jens Maigaard var i sit civile liv gymnasielærer i samfundsfag.